# Tomo Sugawara
Tomo Sugawara (菅原 智, Sugawara Tomo) (Muroran, Hokkaido, 3 de junho de 1976) é um ex-futebolista japonês.

## Carreira
Sua primeira equipe profissional foi o Verdy Kawasaki, onde jogou entre 1995 e 1998.
Ficou conhecido no Brasil pela curta passagem pelo Santos, onde chegou em 8 de janeiro de 1999. Ele foi contratado pelo clube por indicação do técnico Emerson Leão, que passara recentemente por clubes japoneses. Em uma das suas 4 partidas pelo Santos, em 16 de maio de 1999, quando Jorginho, deixou o gramado e jogou a braçadeira de capitão para Sugawara entregar a Narciso, o japonês, sem entender, acabou colocando a braçadeira.
Em 2000, retornou ao Japão para seis temporadas pelo Vissel Kobe, entre 2000 a 2005.
Em 2006, transferiu-se para o Tokyo Verdy, onde permaneceu até 2010, seu último ano como profissional.

## Títulos
Verdy Kasawaki
- Copa do Imperador (1) - 1996